# Grainau
Grainau település Németországban, azon belül Bajorországban. Lakosainak száma 3621 fő (2023. december 31.).

## Népesség
A település népessége az elmúlt években az alábbi módon változott:
| Lakosok száma | 2969 | 3128 | 3383 | 3431 | 3466 | 3508 | 3499 | 3507 | 3449 | 3621 |
|               | 1950 | 1975 | 1987 | 2012 | 2013 | 2015 | 2016 | 2019 | 2021 | 2023 |